# Lamaçães
Lamaçães ist ein Ort und eine ehemalige Gemeinde (Freguesia) im Norden Portugals.

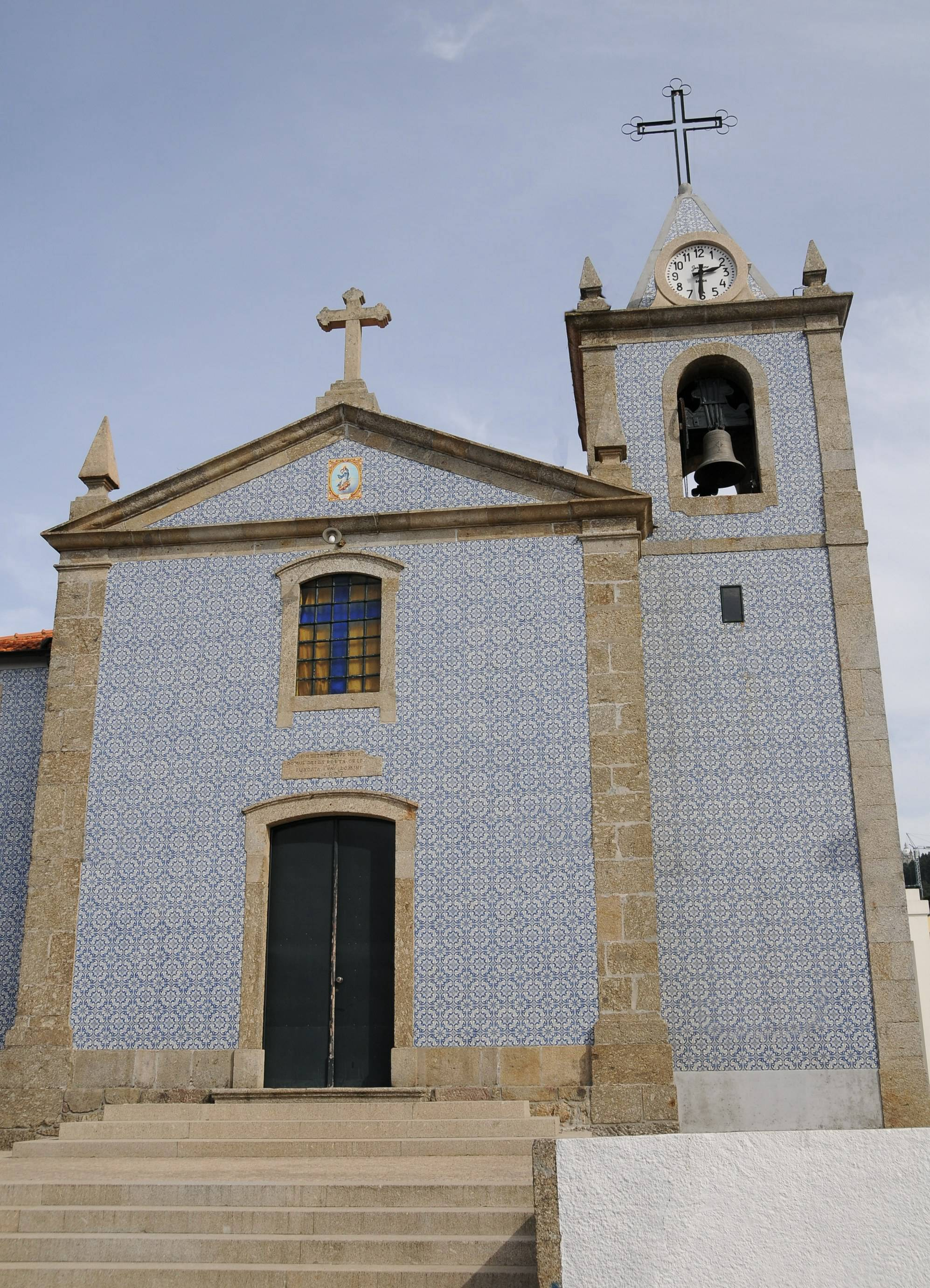
Kirche von Lamaçães

Lamaçães gehört zum Kreis und zur Stadt (pt: Cidade) Braga im Distrikt Braga. Die Gemeinde hatte eine Fläche von 1,95 km² und 2525 Einwohner (Stand 30. Juni 2011).
Am 29. September 2013 wurden die Gemeinden Lamaçães, Nogueira und Fraião zur neuen Gemeinde União das Freguesias de Nogueira, Fraião e Lamaçães zusammengeschlossen.